# Harmsarvets bergsmansgård

Harmsarvets bergsmansgård ligger 3 kilometer sydväst om centrala Falun i Dalarna.
Stora delar av gården är från 1700-talet, men sannolikt fanns det människor och hus på platsen redan under medeltiden. Det kulturhistoriska landskapet som omger gården är ovanligt välbevarat. 
Gården är privatägd men Falu kommun och Falu Naturskola arrenderar delar av gården och driver den som ett pedagogiskt museijordbruk .
I Harmsarvet finns också en 2 kilometer lång kulturstig som går förbi ruddammar, en hyttplats med slaggvarp och en varggrop .